# Bergträsktjärnen (Nederkalix socken, Norrbotten)
Bergträsktjärnen är en sjö i Kalix kommun i Norrbotten och ingår i Kalixälvens huvudavrinningsområde.